# 集体主义
集体主义，是主张个人从属于社会，个人权利受到集体权利的限制，个人利益应当服从集团、民族、阶级和国家利益的一种思想理论，是一种精神。在極權主義的國家集团里面，這種意識會被用于對精神領袖或政黨的絕對忠誠，集体中的非核心个体也因此而丧失了与集体相等的权利。因此，不少观点认为，集体主义具有獨裁政權的性質。

## 含义
集体主义的最高标准是一切言论和行动符合人民群众的集体利益，这是共产主义和无产阶级世界观的重要内容。其科学含义在于当个人利益和集体利益发生矛盾的时候要服从集体利益。一切行动和言论以集体为重个人为轻。

## 提出
集体主义是斯大林在1934年7月，同英国作家威尔斯的谈话中明确提出来的（《和英国作家赫伯特·乔治·威尔斯的对话》），它并不是马克思、恩格斯和列宁的观点。
斯大林说：“集体主义、社会主义并不否认个人利益，而是把个人利益和集体利益结合起来……”。他在谈话中提出“个人和集体之间、个人利益和集体利益之间没有而且也不应当有不可调和的对立。不应当有这种对立，是因为集体主义、社会主义并不否认个人利益，而是把个人利益和集体利益结合起来。社会主义是不能撇开个人利益的。只有社会主义社会才能给这种个人利益以最充分的满足。此外，社会主义社会是保护个人利益唯一可靠的保证。”

## 社會學-功能論
涂爾幹曾經在社會分工論一書中提出集體意識，認為社會是從機械連帶走向有機連帶的進步過程。有機連帶即是指同質性高，價值和意識一致的社會。
集體意識是透過人類本身心理作用力，而組成的社會力，並且加以交織，組成一起的意識。
在社會分工論書裡，涂爾幹認為，在有機連帶社會裡，迷亂是個人意識過高的情況，在高度社會分工之下是不可避免的情況，因此只需要透過消除外在不平等，並且依據聰明才智作為區分，為每個人放置應適合的工作位子上，就可以達到完全的有機連帶社會(即集體主義的意義)。

## 优點
集体主义的优越性在于它能使團體的前瞻性决策得以实现。
当集体内所有个人的利益受到侵害时候，理論上集体主义的优越性將无与伦比的体现出来。集体主义的优势在灾难面前尤其高大。集体主义并非社会主义所独有。例如发生游轮沉船事件应当让老人、妇女、小孩先上救生艇（這可能符合集體利益），以及日本為了集体而牺牲自己的武士思想。
某些类型的社会主義也是建立於集體主義之上的經濟體制，所有生產資料由政府掌控，政府根據計划安排每個人的工作和產量，分配所有人的生活所需，每個人為集體而工作，所以理論上沒有太過於不合理的貧富差距和由之衍伸出來的階級差距。

## 缺點
集体主义的优越性局限于其领导层和所有成員是否具有集体主义精神，是否具有无私的奉献精神，是否具有全局观念。
集体主义本身的含义主张个人要服从集体，集体利益重于或大于个人。如果集体内人人平等的服从集体，这个含义当然是科学而充满大局观的。然而形成集体，就会在集体内部形成领导层和非领导层，造成集体内部个人的不平等。集体主义在这种不平等状况下，是一个空幻的幻想概念。
极权主义国家的道德，時常是建立在集体主义上的。集体主义的逻辑缺陷在于，既然要求“集体利益至上”，那么，就必须确定“集体”的范围，凡是与这一“集体”目标不一致的，就是敌人。这样就把集體內部份子分了贵贱，反而為集體的團結留下隱憂。因此，集体主义者不可能具有真正的国际主义，也不可能有真正的人道主义。真正的道德是对自己的良心负责，而不是对上级或集体负责。当人在集体主义中丧失了自由选择的权利，也就丧失了自我负责的能力。没有个人主义，社会上也就没有真正独立的人。
由於集体中的權力可能是集中的，集体主义更容易成为“集体”的“老大哥”侵犯“集体”内的无权力个人甚至集體利益的一种「假公濟私」工具。事实上，几乎所有强调集体主义的“集体”都不同程度地在集体主义的大义下侵犯甚至剥夺集体内个体的一切可以被侵犯的利益以圖肥己。集体主义的局限性在灾难面前尤其明显。例如在大规模水灾时，集体的领导人会充分利用集体赋予的权力，率领家人使用优先的交通工具转移财产和家人到安全的地区，所以負責分配資源和決定生產計畫的人本身就是一種階級。具體例子如蘇聯在冷戰期間對其衛星國及其他相同陣營國家內政的干涉。
若僅僅是存在不能完全消滅階級的問題，集体主义也許還能在不完美狀態下有效運作，然而最大問題在於人的自私性。沒有人性是像蜜蜂中的工蜂一樣，只為了團體而無止盡獻出自己的腦力或體力生產力，卻只和別人一樣享受同等的資源，所以產生「向下對齊」的效應，大家儘量偷懶與減少付出，以不被懲罰為原則，反正分配資源時懶與勤的人都是拿差不多的份量，尤其是難以量化的無形創意或研究付出根本不會得到增加資源的獎勵反饋，更無人樂於從事。在人性自私本質下，最後集體主義造成的並不是集體進步，而是集體的淪落和最終走向崩解。